# Ostrubel

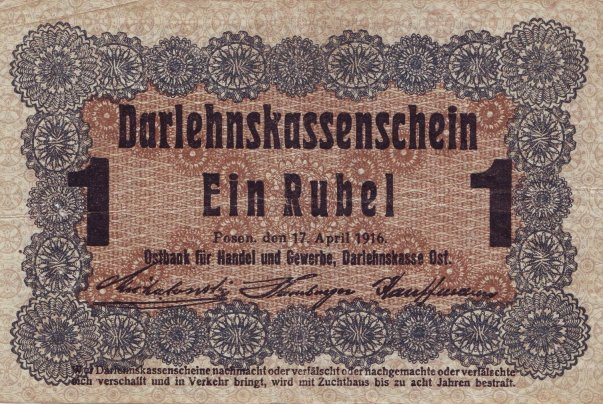
De Ostrubel

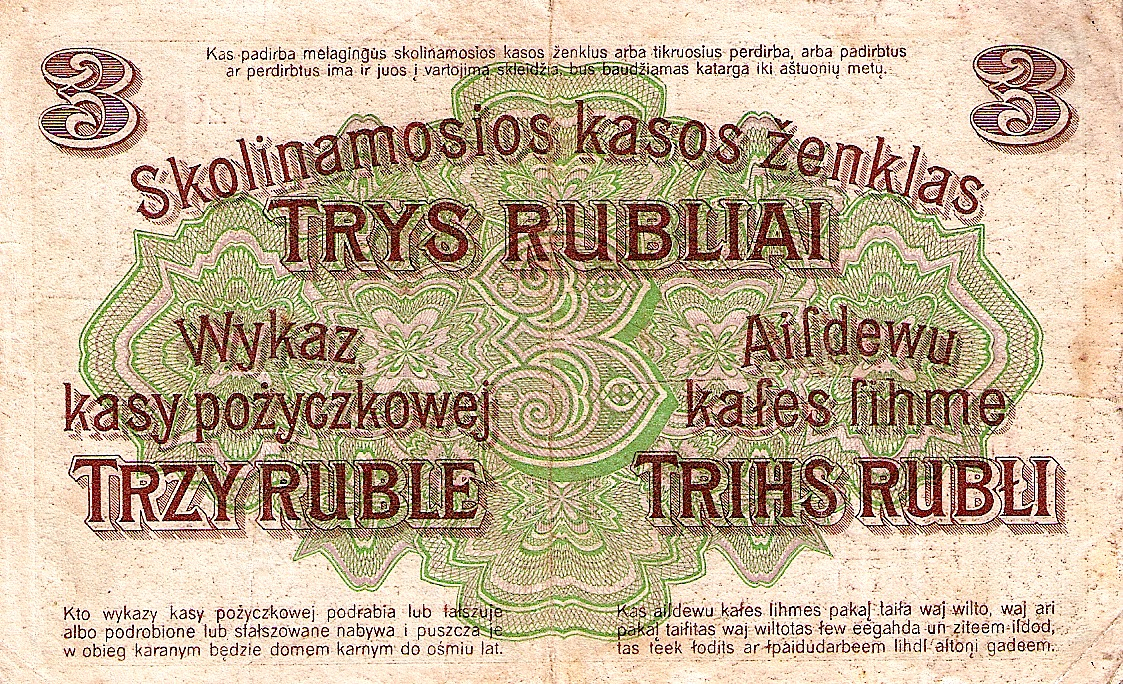
Achterkant van een biljet van 3 Ostrubel

Ostrubel is de naam van een munteenheid die werd gebruikt tijdens de  Duitse bezetting van een deel van Rusland tijdens de Eerste Wereldoorlog.
De bankbiljetten in  roebels en munten in kopeken werden uitgegeven door de ‘Darlehnskasse’ in Posen (nu  Poznań) op 17 april 1916 voor gebruik in het Generaal-Gouvernement Warschau (het huidige Oost-Polen) en het Gebiet des Oberbefehlshabers Ost (het huidige Zuid-Letland, Litouwen en noordelijk Wit-Rusland, later uitgebreid met Noord-Letland en Estland). De Ostrubel werd gelijkgesteld aan de roebel. De reden voor de uitgifte was de schaarste aan roebels, die nog steeds het betaalmiddel waren in het voormalige Russische gebied. De roebel op zijn beurt werd gelijkgesteld aan 2 Duitse mark.
Op 4 april 1918 kreeg de Ostrubel in het Gebiet des Oberbefehlshabers Ost gezelschap van de  Ostmark. 2 Ostmarken waren weer 1 Ostrubel. In het Generaalgouvernement Warschau werd de Ostrubel tezamen met de roebel op 14 april 1917 uit de circulatie genomen en vervangen door de Poolse mark.

## Denominaties
De volgende bankbiljetten waren in omloop:
- 20 kopeken;
- 50 kopeken;
- 1 roebel;
- 3 roebel;
- 10 roebel;
- 25 roebel;
- 100 roebel.

Op de voorkant van de ‘Darlehnskassenscheine’ stond een waarschuwing in het Duits tegen het namaken van de biljetten. Die waarschuwing werd op de achterkant herhaald in het Lets, Litouws en Pools.
Er circuleerden ook ijzeren munten van 1 kopeke, 2 kopeken en 3 kopeken.

## Nasleep
Na het eind van de Eerste Wereldoorlog bleef de Ostrubel nog in omloop in Litouwen, samen met de  Ostmark, die daar onder de naam auksinas wettig betaalmiddel was. Op 1 oktober 1922 werden beide munten uit de circulatie genomen en vervangen door de litas.
Een deel van het Gebiet des Oberbefehlshabers Ost kwam na de Eerste Wereldoorlog onder  Pools bestuur. Ook daar bleef de Ostrubel, samen met de roebel, nog een tijdlang in gebruik. Op 29 april 1920 werden beide munten definitief vervangen door de Poolse mark.